# Kamablon
Kamablon (pol. dom mowy) – dom spotkań starszyzny w społeczności Mande z okresu imperium Mali za panowania Sundiaty Keïty. 
Kamablon w Kangabie z 1653 roku uznawany jest za ostatnią budowlę tego rodzaju. Oryginalny kamablon miał być zbudowany przez Mensę Souleymana po jego powrocie z pielgrzymki do Mekki w 1352, by przechowywać święte księgi przywiezione z podróży. Po upadku imperium Mali w 1670 roku kamablon był miejscem przechowywania przedmiotów związanych z kulturą Mande, a w 1840 roku przywrócono jego muzułmański charakter.
Kamablon w Kangabie to budynek na planie koła o średnicy 4 metrów i wysokości 5 metrów, zlokalizowany pośrodku głównego placu wioski. Strażnikami dziedzictwa kamablonu i organizatorami ceremonii są członkowie klanu Keïta oraz grioci i mężczyźni z klanu Diabate. Kamablon zbudowany jest z niepalonych cegieł a jego dach pokrywa strzecha. Jego ściany, drzwi i dach są bogato zdobione a symboliczne ornamenty nawiązują do historii, filozofii, religii i światopoglądu strażników. Koło Kamablonu znajdują się: studnia, trzy drzewa wełniaka, kwadratowa platforma wasi, grób budowniczego i pierwszego strażnika kamablonu. 
Co siedem lat, budynek otrzymuje nowy dach, co jest okazją do świętowania dla lokalnej społeczności. Przez pięć dni (od poniedziałku do piątku), młodzi mężczyźni w wieku od 20 do 21 lat z klanu Keïta zdejmują stary dach i pokrywają dom nowym. Prace nadzoruje starszyzna. W tym czasie grioci z pobliskiej wsi Kela opowiadają historie regionu Manden i wspominają króla Sundiatę, m.in. recytowany jest epos o Sundiacie. Podczas uroczystości starszyzna dzieli się swoją wiedzą na temat historii i tradycji ludu Mande, zażegnywane są konflikty i stawiane prognozy na kolejne siedem lat. 
W 2009 roku ceremonia zmiany dachu kamablonu w Kangabie została wpisana na listę niematerialnego dziedzictwa UNESCO.